# منطقه شمالی مالت
منطقه شمالی مالت (به لاتین: Northern Region, Malta) یکی از مناطق پنج‌گانه کشور مالت است که مرکز آن شهر سان پال ایلبهار می‌باشد.

## خصوصیات
منطقه شمالی مالت ۱۱۲٫۹ کیلومترمربع مساحت و ۱۰۲٬۳۴۶ نفر جمعیت دارد.